# Monetka bukowa

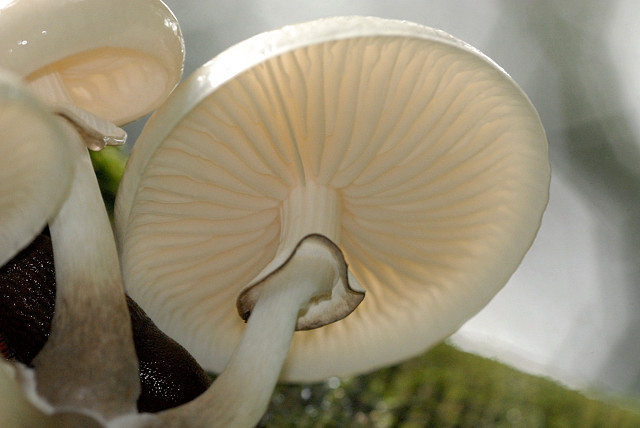

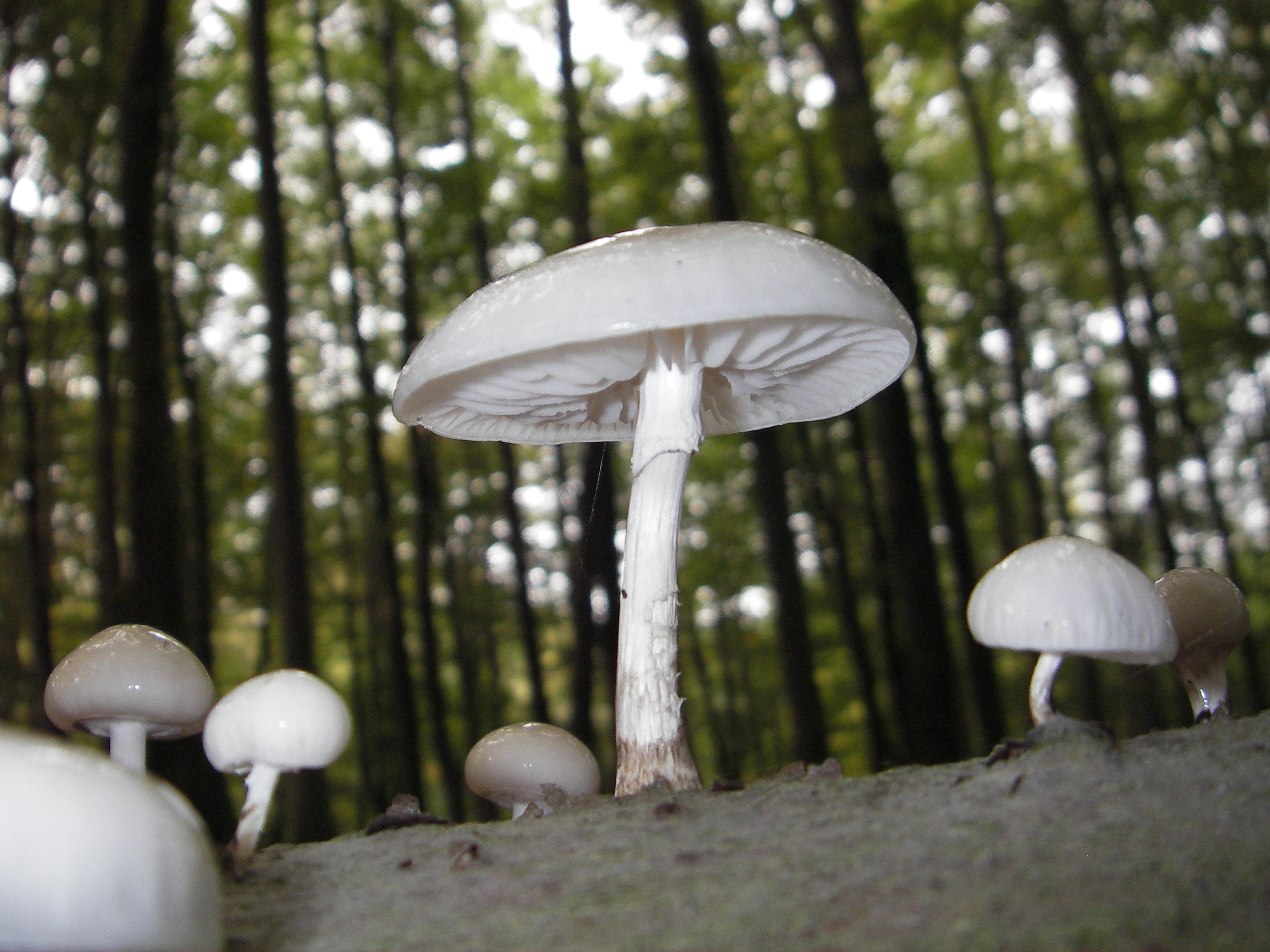

Monetka bukowa, monetka kleista (Mucidula mucida (Schrad.) Pat.) – gatunek grzybów należący do rodziny obrzękowcowatych (Physalacriaceae). Na świecie jest 15 gatunków monetek rosnących w strefie tropikalnej i umiarkowanej.

## Systematyka i nazewnictwo
Pozycja w klasyfikacji według Index Fungorum: Oudemansiella, Physalacriaceae, Agaricales, Agaricomycetidae, Agaricomycetes, Agaricomycotina, Basidiomycota, Fungi.
Po raz pierwszy takson ten zdiagnozował w 1794 r. Heinrich Adolph Schrader nadając mu nazwę Agaricus mucidus. Obecną, uznaną przez Index Fungorum nazwę nadał mu w 1887 r. Narcisse Théophile Patouillard, przenosząc go do rodzaju Mucidula.
Ma ponad 20 synonimów naukowych.
Nazwę polską podał Władysław Wojewoda w 2003 r. W polskim piśmiennictwie mykologicznym gatunek ten opisywany był też jako monetka kleista.

## Morfologia
Kapelusz
Średnica 3–10 cm, u młodych okazów półkulisty, potem coraz bardziej płaski, na koniec rozpostarty z tępym garbem. Brzeg ostry, pomarszczono-prążkowany. Powierzchnia czysto biała lub biaława, barwy kości słoniowej, na szczycie bywa ochrowy, czasem półprzejrzysty. W czasie wilgotnej pogody bardzo lepki, śluzowaty i kleisty, w czasie suchej jedwabiście matowy, gładki.
Blaszki
Białe, szerokie, wybrzuszone, rzadkie, prosto przyrośnięte, zatokowato wycięte do nieco zbiegających.
Trzon
Wysokość 4–10 cm, grubość 0,5–1 cm, walcowaty, pełny, twardy, często wygięty. Powierzchnia gładka, lepka i biaława, tylko dołem brązowawa. Posiada duży obwisły lub odstający pierścień.
Miąższ
Biały, w kapeluszu bardzo cienki i miękki, w trzonie włóknisty i twardy. Smak łagodny, bez zapachu. Nie zmienia barwy po uszkodzeniu.
Wysyp zarodników
Biały. Zarodniki prawie kuliste, gładkie o rozmiarach 14–18 × 12–16 µm.

## Występowanie i siedlisko
Opisano występowanie tego gatunku tylko w Europie oraz w Azji Wschodniej: w Japonii, Korei i na Tajwanie. W Polsce jest niezbyt częsty.
Rośnie w lasach i parkach. Owocniki wyrastają w wiązkach od czerwca do listopada, na kłodach i pniach martwych buków, często na dużej wysokości.

## Znaczenie
Saprotrof lub pasożyt. Grzyb niejadalny.
Z owocników monetki bukowej wyizolowano poliketyd o własnościach fungistatycznych. Wytwarza się z niego preparat mucyderminę stosowaną w leczeniu grzybic skóry. Jest dobrze tolerowana przez naskórek i nie szkodzi bakteriom żyjącym na skórze. Stwierdzono także, że monetka bukowa działa cytostatycznie w stosunku do niektórych komórek nowotworowych (Sarcoma 180, adenokarcinoma  755, leukemi L-1210). Z hodowli grzybniowej wyizolowano związki purynowe wykazujące działanie przeciwwirusowe.

## Gatunki podobne
Trudno go pomylić z innymi gatunkami grzybów, gdyż żaden z gatunków rosnących na drewnie nie posiada tak czysto białego, porcelanowo lśniącego i śliskiego kapelusza.